# Conseil constitutionnel (Tchad)
Pour les autres articles nationaux ou selon les autres juridictions, voir Conseil constitutionnel.
Le Conseil constitutionnel juge de la constitutionnalité des lois et traités au Tchad. Il est composé de neuf juges élus pour un mandat de 9 ans. Il est institué par le Titre VII de la Constitution du Tchad.

## Sources
- Notes d'information sur le Tchad du département d'État des États-Unis
- Conseil constitutionnel du Tchad